# Karl Faust
Karl Faust (Hadamar, Alemania, 10 de septiembre de 1874 - Blanes, España, 24 de abril de 1952), fue un hombre de negocios y mecenas científico alemán, establecido en España a partir de 1897.
A pesar de mostrar inquietudes por las ciencias naturales desde muy pequeño, los padres creyeron conveniente que estudiara comercio, para que se pudiera ganar bien la vida y ellos pudieran dedicar -se atender los otros hermanos. Fue a parar a Barcelona, primero como trabajador de la empresa Körting Hermanos, y posteriormente se estableció por su cuenta. Habiendo pasado ya de los cincuenta años, sin embargo, decidió recuperar las ilusiones de juventud y entregarse a la ciencia. Invirtió su fortuna en la construcción de un jardín botánico que debía ser, al mismo tiempo, centro de investigación y pedagogía para los europeos del centro y norte del continente, que encontrarían, en Blanes, las condiciones propicias para numerosas plantas de climas áridos y tropicales que en sus países de origen podían crecer solo en invernaderos. En el jardín le puso Marimurtra, uniendo en una sola palabra una de las plantas mediterráneas características que crece en estos terrenos, el mirto, con el Mediterráneo que baña los pies del jardín. Un patronato gestiona la Fundación Privada que, desde el momento de su muerte, ha garantizado la continuidad de su proyecto altruista.

## Biografía

### Niñez y juventud
Carl Faust nació en el seno de una familia de la llamada Bildungsbürgertum, término que define una nueva clase social que apareció en la recién nacida Alemania debido al desarrollo de las grandes ciudades y de un modelo liberal de estado. Era una clase educada y acomodada, sin orígenes nobiliarios, que aspiraba a incidir en los asuntos de estado a través de su posición, lograda por el estudio de las humanidades, la ciencia o la literatura, y relacionada con la construcción de infraestructuras, la expansión del comercio y la industrialización y el marco de las instituciones estatales. Es por ello que fue enviado a la Bockenheimer Realschule, un instituto de formación profesional superior de buen nivel, donde al terminar la secundaria había obtenido un buen conocimiento en ciencias e idiomas. 
Apenas terminada la escuela, consiguió un contrato de aprendiz en la empresa comercial Besthorn, de Frankfurt, donde estuvo hasta que fue llamado a hacer el servicio militar; un servicio que compaginó con un trabajo de carácter administrativo a la destilería de licores y vinagre de Friedrich Meckel, en la ciudad de Müllheim (donde fue destinado). Si bien la experiencia militar no le fue nada placentero, el empleo en la destilería le proporcionó una buena experiencia laboral y le permitió vivir fuera del cuartel.
El verano de 1897, apenas terminado un curso de formación en la Escuela Comercial de Hombres de Negocios de Frankfurt, le surgió una oportunidad que no podía dejar escapar: un amigo de su padre, Herr Pütz, le ofreció incorporarse a una nueva delegación que la empresa Körting Gebrüder, de Hannover, tenía previsto abrir en Barcelona. Y aquel chico educado, refinado y bien formado, con veintitrés tres años, decidió aceptar la oferta. El 11 de octubre emprendería un viaje que le cambiaría la vida para siempre.

### Llegada a Barcelona
Körting Hermanos era una empresa dedicada a la venta de válvulas, tubos, grifos, aparatos de medida de fluidos y unos primigenios sistemas de calefacción y ventilación que los mantenían a la vanguardia de una tecnología muy cambiante e innovadora, que había surgido con la segunda Revolución Industrial. A Faust no le costó mucho aprender las rutinas del nuevo trabajo, y al cabo de pocos años fue nombrado gerente responsable de la filial española de la empresa. Aquel joven alemán se sintió seducido por su país de acogida, que identificó con la tierra de los naranjos en flor de su admirado Wilhelm Meister, personaje principal de una de las obras capitales del romanticismo alemán escrita por Wolfgang von Goethe.  Aquí va hacer amistades, prosperó profesionalmente y arraigó de tal forma que, con los años, reconocería que se sentía más catalán que alemán. Implicó decididamente en la vida social y cultural de Barcelona, convirtiéndose en primer miembro de las diversas entidades culturales alemanas con sede en la ciudad, para pasar después a formar parte de la masa social de clubes y entidades del país, como el Club Natación Barcelona (siendo uno de los primeros socios y llegando a formar parte de la junta directiva del Club por un breve periodo de tiempo), el Centro Excursionista de Cataluña, el Fútbol Club Barcelona, la Asociación de Música Da Camara o el Círculo Ecuestre. En todos estos ámbitos hizo conocimiento de personajes destacados de la nutrida colonia alemana en Cataluña, del mundo del deporte y de la cultura, de donde saldrá un grupo de amigos con los que compartía veladas musicales y literarias en el piso que alquiló en la calle Salmerón de la Ciudad Condal, hoy Mayor de Gracia. Entre este círculo de amistades podemos destacar el violinista Màrius Mateo, el waterpolista y abogado Ricardo Luján, el poeta canario Néstor Martín Fernández de la Torre o el diplomático Rafael Maspons de Grassot.

### Faust y Kammann
Una serie de desavenencias con la dirección de la Körting hizo que Faust pensara en montar su propio negocio en 1908; y fue así que se conoció con Wilhelm Kammann, otro hombre de negocios alemán, un poco más joven que él, con quien había coincidido en algún momento a la empresa y que también tenía ganas de establecerse por su cuenta. Así, registraron primero en Düsseldorf (Alemania), y después en nuestro país, la empresa Faust y Kammann, que aún tiene continuidad hoy en día.
Ambos apostaron por el potencial industrial de Catalunya y se decidieron a montar el negocio en un campo que conocían bien: las piezas, la maquinaria y las instalaciones industriales. Acordaron repartirse el trabajo, y así Faust se encargó de la administración mientras que Kammann viajaría y trataría con proveedores y clientes. La idea inicial era que fuera un negocio de compra-venta de maquinaria y accesorios para la industria, tubos y piezas metálicas, pero pronto se dieron cuenta de las enormes posibilidades de negocio y ampliaron la oferta a válvulas, grifos, calefacción, aparatos de elevación, calderas de vapor y bombas de agua, con una particularidad que los hacía ciertamente innovadores en la época: proporcionaban instrucciones de uso y montaje, además de recomendaciones de seguridad para evitar accidentes.
El ritmo de crecimiento de la empresa fue muy bueno hasta el estallido de la Primera Guerra Mundial, en 1914. A pesar de que la neutralidad española favoreció una dinámica productiva destacada y una exportación constante de todo tipo de productos en los países en guerra, en el caso Faust y Kammann fue un drama, ya que ellos hacían el negocio a la inversa y el conflicto paralizó las industrias no destinadas exclusivamente a material bélico y, por tanto, el stock de productos fue muy escaso en los siguientes cuatro años. Además, las comunicaciones salieron obviamente maltrechas y la circulación de mercancías quedó muy limitada. Así, los pedidos no llegaban a Barcelona, y la empresa se vio obligada a buscar nuevos proveedores y dar un salto adelante en la capacidad económica y material de la empresa: es así que establecieron los primeros contactos directos con los Estados Unidos y aumentaron el capital social. Superado este bache, la empresa entró nuevamente en un período de expansión que facilitó que abriera delegaciones en Valencia, Sevilla, Madrid y Bilbao; pero, al mismo tiempo, afloraron conflictos entre los socios, que estallaron a partir de 1925 cuando Faust, no sabemos si cansado del negocio, agobiado por las circunstancias, o sencillamente porque creía que era el momento de dedicarse en cuerpo y alma a su pasión, planteó a Kammann el deseo de sacar adelante un proyecto que hacía tiempo que tenía entre ceja y ceja: construir un jardín botánico en la Costa Brava. Hacía unos años que había iniciado la compra de terrenos, había mandado diseñar una casa para vivir y ahora, definitivamente, se había decidido a empezar, cuando pudiera, la configuración del jardín. De modo que pidió a su socio poder hacer una valoración económica de Faust y Kammann y le preguntó si estaba dispuesto a continuar el negocio él solo, lo que aceptó. Pero no todo fue tan fácil, y la desvinculación definitiva de Faust de la empresa no llegó hasta inicios de los años 40.

### La idea de un jardín botánico

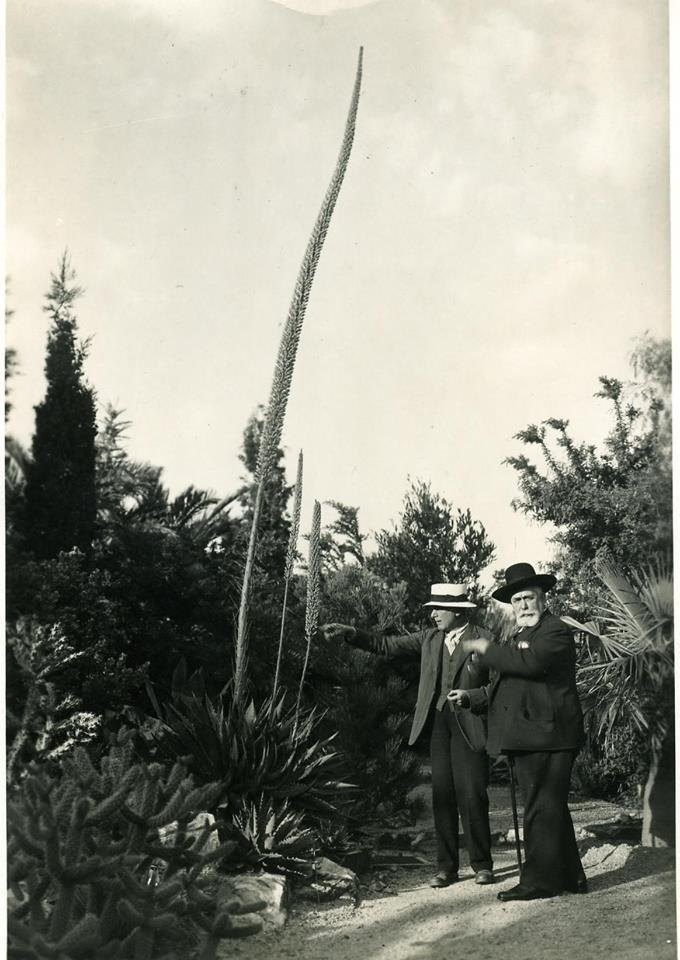
Karl Faust con el Dr. Solé Pla

Sea como sea, el caso es que Faust, entre 1925 y 1927, fue abandonando sus principales obligaciones y puso manos a la obra en la configuración del jardín botánico. Fue durante los años de excursionismo, amistades y descubrimiento del país que se fijó allí donde comienza la Costa Brava, al entonces marinera villa de Blanes. Así, en 1918 había comprado unos primeros terrenos de monte bajo que, inclinados sobre el mar, y en medio del convento de San Francisco y la cala Sa Forcanera, le habían llamado mucho la atención.
No escatimó ni dinero ni esfuerzos para cumplir su sueño. En 1921 ya habían comenzado las obras para construir la casa y la biblioteca (una biblioteca que hasta el fin de sus días iría haciendo crecer tanto con obras contemporáneas como antiguas), diseñadas por el reconocido arquitecto Josep Goday, quien había establecido también las líneas maestras de lo que debía ser el jardín, que llegaba a su cenit con la edificación de un templete de inspiración helénica en el espacio más escarpado, donde los acantilados caían más directamente sobre el mar; un templete que no se culminó del todo, sin embargo, hasta 1940.
El auténtico cambio se produjo con la llegada, en enero de 1927, del suizo Zenón Schreiber, un prometedor paisajista y jardinero que, con cuatro o cinco hombres a su cargo, trabajaron de forma extraordinaria los siguientes cuatro años para adecuar todo el espacio: movieron toneladas y toneladas de piedra de la cantera situada en un extremo de la finca -pedrera que años más tarde se reconvirtió en un magnífico estanque, hoy en día visitable- hasta la entrada del jardín, donde construyeron una rocalla que aún a día de hoy resulta impresionante; pero también esponjar el terreno para que se pudiera plantar, pusieron grandes cantidades de abono (que llegaban a Blanes en vagones de tren) y abrieron y mantuvieron los caminos. Una tarea realmente ingente que permitió al sucesor de Schreiber, el también reconocido paisajista alemán Wilhelm (Guillermo) Narberhaus, planificar las zonas y ordenar que plantar en cada lugar. Narberhaus dio coherencia y consistencia al proyecto de jardín que tanto deseaba Faust.
De hecho, en una imagen muy poética, Carl Faust explicó a su amigo y eminente botánico Josep Cuatrecasas que quería que Marimurtra se convirtiera en un jardín epicúreo de biólogos: un lugar de encuentro entre sabios y jóvenes discípulos, lejos de los problemas de la cotidianidad y de los ruidos y el ritmo frenético de las ciudades. Un pequeño paraíso de inspiración helénica con unas condiciones óptimas para dedicarse a tiempo completo a la ciencia ya los ideales de la naturaleza.

### La evolución de Marimurtra
Si bien Marimurtra fue respetado durante los años de la Guerra Civil (entonces administrado por el gestor de Faust y Kammann empresas colectivizadas y vigilado y cuidado por el maestro de jardineros Miquel Aldrufeu, el constructor Josep Burcet y el jardinero sueco Erik Svensson), la posibilidad que el jardín fuera requisado o que quedara severamente dañado hizo que Faust se planteara constituir una fundación en el extranjero que velara por él. Así, de Ginebra estando, Carl Faust fundó la Estación Internacional de Biología Mediterránea, que contaba con un Patronato con representación de diferentes sociedades botánicas y de historia natural europeas que tenía como principal misión administrar y gestionar el jardín y los sus bienes, evitando una confiscación al ser una propiedad internacional; al tiempo asegurándose una continuidad de su obra cuando él ya no estuviera. Este fue su principal campo de batalla una vez finalizada la Guerra Civil: conseguir la legalización de la Fundación suiza en una España franquista y autárquica.
En aquellos momentos Marimurtra ya contaba con los tres jardines característicos que tiene hoy en día: un primero que acogía la flora canaria y de climas áridos, con una pérgola que aseguraba sombra a las plantas que lo necesitaban; un segundo que comenzaba a crecer con flora tropical y subtropical; y un tercero que estaba planificado pero era todavía eminentemente virgen.
Carl Faust hizo hartarse de escribir a amistades, conocidos y personalidades políticas y científicas para conseguir la legalidad de su Fundación y así preservar el jardín; desgraciadamente, sin el éxito esperado. Y esto, mientras dedicaba esfuerzos a ayudar a amigos y jóvenes investigadores a salir adelante en la España de la posguerra y pasaba ciertas dificultades económicas que hacía que no pudiera contar con un trabajador fijo, el Avelino Rabassa, un hombre incansable y luchador que hizo lo imposible para mantener el jardín en una etapa dura.

### Últimos años
Faust se instaló definitivamente en Marimurtra de desde el fin de la Guerra Civil. Cada vez hacía menos viajes y se trasladaba menos en Barcelona, donde había ido desvinculando progresivamente del trabajo, las entidades y las posesiones. Murió en abril de 1952, con 78 años, habiendo pasado, sin embargo, unos últimos años de muchas angustias.Y es que en su condición de alemán, terminada la II Guerra Mundial le fueron congelados todos los bienes y depósitos bancarios, iniciando una larga batalla legal para recuperarlo; no lo conseguía en las gestiones con el Estado para legalizar la fundación; algunos de los compañeros de viaje lo habían abandonado; hubo sequías importantes que hicieron estragos en el jardín; y entre sus colaboradores más íntimos había una pugna soterrada para imponer sus criterios una vez traspasara. Una enfermedad hizo que no se moviera mucho de la cama el último año de su vida.
El día 17 de febrero de 2007 se inauguró el paseo de Mar de Blanes una estatua de Carl Faust, obra de Andrés Ginestet, ciudad donde está enterrado.

### Actividad científica
A partir del momento en que Faust tomó la decisión de crear el jardín botánico inició, paralelamente, un proceso de aprendizaje científico, botánico y taxonómico a partir de la lectura de numerosas obras y del establecimiento de contactos tanto nacionales como internacionales. Así, estableció una buena amistad y colaboración con Pius Font i Quer, pionero en el estudio sistemático de la botánica en Cataluña, con una clara voluntad modernizadora; y, a través de él, también con otros estudiosos como José Cuatrecasas, Miquel Aldrufeu o Carlos Paz.
El primer consejero del jardín fue el alemán Alwin Berger, quien había trabajado de curador en los jardines de Sir Thomas Hanbury en La Mortola (Ventimiglia, Italia) durante diecisiete años y entonces era el responsable de botánica del Museo de Historia Natural de Stuttgart ; pero se sucedieron también las relaciones epistolares o personales con reconocidos expertos del ámbito europeo: Walter Kupper, Erich Wedermann, Gustav Senn, Oscar Burchard, Robertson Prowschosky, Friedrich Wettstein ... y Josias Braun-Blanquet, un suizo establecido en Montpellier que le abrió un amplio abanico de oportunidades con el modelo que suponía su Station Internationale de Geobotanique de la Flora Méditerranée (SIGMA). La SIGMA funcionaba como un centro de investigación científica, de especial relevancia en el campo de la fitosociología, con la promoción de estudios multidisciplinares, publicaciones y relaciones internacionales. De hecho, Faust organizó una de las expediciones de la SIGMA en Catalunya, en 1934, que agrupó un buen número de especialistas de todo el continente en nuestro país.

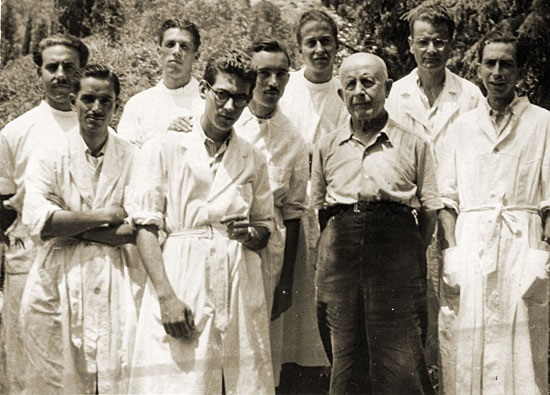
Karl Faust con jóvenes científicos del curso de verano de 1949. De izquierda a derecha: Pere Arté, Bonaventura Andreu, Ramon Margalef, Miquel Duran, Manel Gómez Larrañeta, Miquel Massutí, Carl Faust, Julio Rodríguez Roda y Josep Maria Camps. Falta Carles Bas, que seguramente sería quien hizo la fotografía.

### Apoyo a jóvenes investigadores
Con una voluntad de mecenazgo y apoyo a la ciencia, lo cierto es que Faust dio apoyo a jóvenes investigadores que, con los años, se convirtieron en auténticas autoridades en los respectivos campos de estudio. El caso más paradigmático es el de Ramon Margalef, uno de los pilares de la ecología marina a escala mundial, pero también podríamos hablar del botánico y ilustrador Eugeni Sierra o, en menor medida, del pionero en el estudio de la pesca Carles Bas.
Una estancia de una docena de estudiantes universitarios en Marimurtra verano de 1949, junto con las gestiones en torno al Centro Superior de Investigaciones Científicas (CSIC) -a quien proporcionó terrenos, contactos y formación- fue el detonante para el establecimiento en Blanes de lo que hoy día es el Centro de Estudios Avanzados de Blanes.

### Su legado
En 1951, finalmente, Faust conseguía crear una nueva fundación, esta vez amparado en la legalidad española del momento, para que fuera heredera de su proyecto e idealismo. Con altos y bajos, la Fundación Privada Carl Faust es la institución que ha dado continuidad a Marimurtra hasta el presente, ampliando el jardín, condicionándolo para las visitas de carácter divulgativo, ofreciendo apoyo a investigadores o bien fomentando la colaboración con otras instituciones científicas.
Carl Faust es un ejemplo de la figura del mecenas científico que hemos visto reconocida tan pocas veces en Catalunya. Fomentó la botánica sin ser botánico; las publicaciones sin ser escritor ni editor; la ciencia sin ser científico; las relaciones internacionales sin ser diplomático; y la formación de investigadores sin tampoco serlo. Quizá por este motivo, por el origen estrictamente altruista y desinteresado de la idea original de Faust y el empuje en querer cumplir su sueño, su obra aún pervive a día de hoy, con personas dispuestas a continuar y ampliarla.